# Stazione di Unseo
La stazione di Unseo (운서역 - 雲西驛, Unseo-yeok ) è una stazione ferroviaria lungo la linea AREX per l'aeroporto di Incheon situata nel quartiere di Jung-gu a Incheon, in Corea del Sud. La stazione serve un'area con ristoranti e hotel a servizio dei passeggeri dell'aeroporto di Seul-Incheon.

## Linee
Korail
■ AREX (Codice: A08)

## Struttura
La stazione è costituita da un grande fabbricato viaggiatori, con alcuni locali e negozi, e sono presenti due marciapiedi laterali con due binari passanti protetti da porte di banchina.
| 1 | ■ AREX | per Incheon Aeroporto                        |
| 2 | ■ AREX | per Geomam, Gimpo Aeroporto, Gongdeok e Seul |

## Stazioni adiacenti
| «                      | Servizio   | »                    |
| Linea AREX             | Linea AREX | Linea AREX           |
| ---------------------- | ---------- | -------------------- |
| Incheon Cargo Terminal | Locale     | Cheongna Int'l City1 |
| L'espresso non ferma   |            |                      |

- 1: Fra la stazione di Cheongna Int'l City e Unseo è prevista a fine 2014 l'apertura della stazione di Yeongjong.